# Junibacken
Junibacken to muzeum poświęcone postaciom szwedzkiej literatury dziecięcej, przede wszystkim z książek Astrid Lindgren. Jej pomnik z brązu stoi na zewnątrz muzeum.
Muzeum znajduje się w Sztokholmie na wyspie Djurgården. Zostało otwarte 8 czerwca 1996 r. przez szwedzką rodzinę królewską. Muzeum należy do najczęściej zwiedzanych atrakcji Sztokholmu.
Wnętrza zostały zaprojektowane przez szwedzką artystkę Marit Törnqvist. W środku znajduje się największa księgarnia z literaturą dziecięcą w Szwecji. Dużą atrakcję stanowi tzw. Plac Opowieści Książkowych (szw. Sagotorget), przy którym znajdują się domki, z których każdy poświęcony jest postaciom autorów innych niż A. Lindgren. Mieści się tam m.in. dom Muminków, który opisywała w swoich książkach Tove Jansson.
Na końcu placu jest mini-stacja kolejowa, z której kolejka zabiera gości w podróż do świata literatury Astrid Lindgren. Kolejka zatrzymuje się przy miejscach charakterystycznych dla najbardziej znanych opowieści Lindgren, m.in. "Ronja, córka zbójnika", "Dzieci z Bullerbyn", "Madika z Czerwcowego Wzgórza", "Emil ze Smalandii", "Bracia Lwie Serce". Za stacją końcową znajduje się rekonstrukcja willi Pippi Pończoszanki.